# Tärnsjön (Askersunds socken, Närke, 652841-145104)
Tärnsjön är en sjö i Askersunds kommun i Närke och ingår i Motala ströms huvudavrinningsområde.